# Brand (Aachen)
Brand ist ein Stadtbezirk von Aachen und hat etwa 18.000 Einwohner. Es liegt im Südosten Aachens und grenzt an die Stadtteile Kornelimünster, Forst, Oberforstbach und Eilendorf sowie an die Stadt Stolberg.
Bis zur Gebietsreform, die am 1. Januar 1972 wirksam wurde, war Brand eine selbstständige Gemeinde im damaligen Landkreis Aachen. Der heutige Stadtbezirk Brand besteht aus den Ortsteilen Brand, Freund, Niederforstbach, Brander Feld, Rollef und Krauthausen.
Die politische Vertretung der Brander Bürger ist die Bezirksversammlung Aachen-Brand, die aus 13 Mitgliedern besteht. Seit der letzten Kommunalwahl 2020 sind in der Bezirksvertretung Aachen-Brand fünf Parteien vertreten: CDU 5 Mandate, Grüne 4 Mandate, SPD 2 Mandate, FDP 1 Mandat, AfD 1 Mandat. Vorsitzender der Bezirksvertretung und Bezirksbürgermeister ist Peter Tillmanns (CDU), der am 11. Juni 2014 in der konstituierenden Sitzung der Bezirksvertretung als Nachfolger von Herbert Henn gewählt wurde.
Höchster Punkt Brands ist der so genannte Brander Wall, ein Lärmschutzwall an der Autobahn A 44, der 270,90 m ü. NN liegt.

## Wappen und Symbole

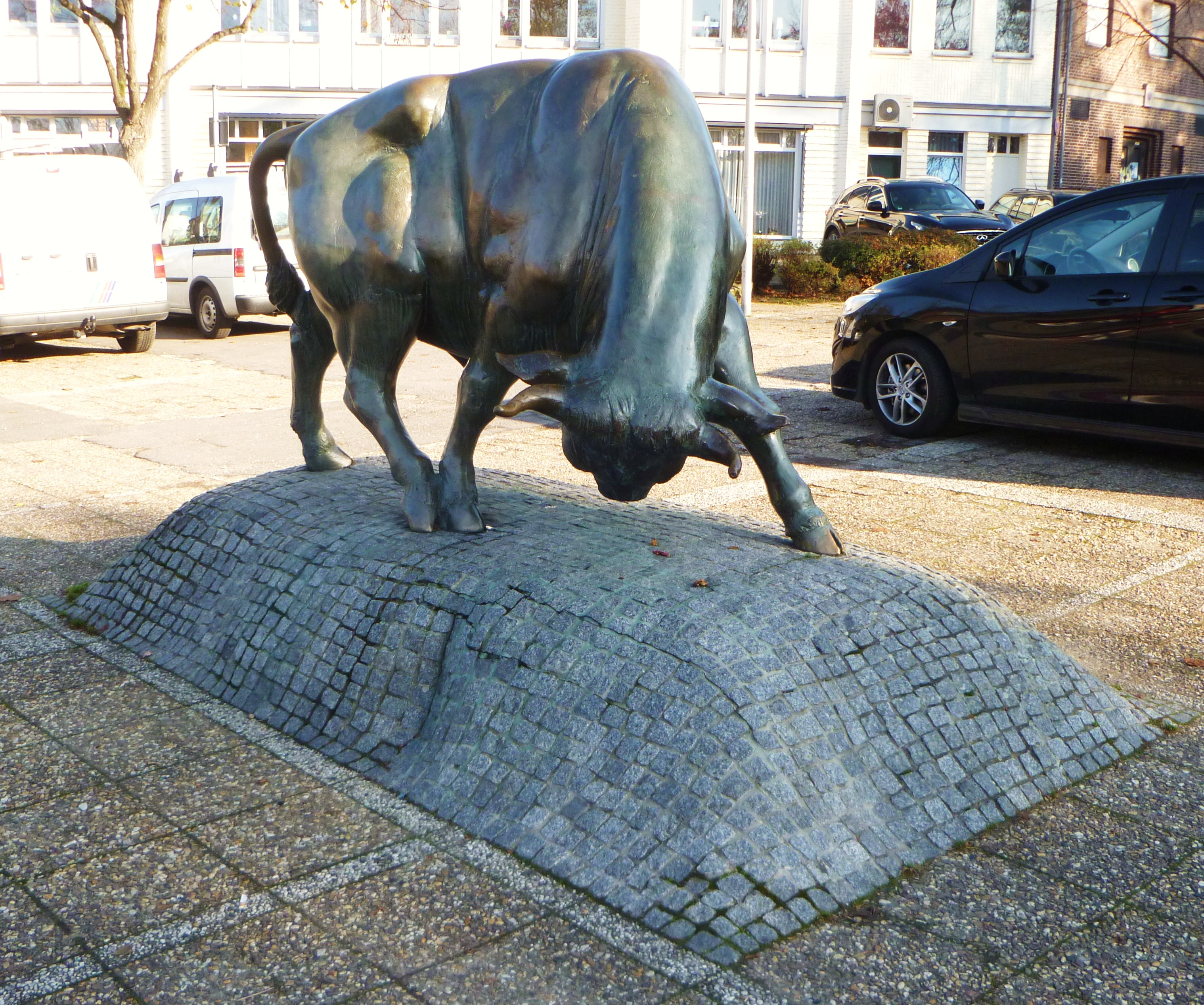
Brander Stier, Skulptur von Karl-Henning Seemann

Das Brander Wappen ist horizontal zweigeteilt und zeigt im oberen Teil das Korneliushorn als Symbol der früheren Zugehörigkeit zur ehemaligen Reichsabtei Kornelimünster. Im unteren Teil zeigt es einen brennenden Dreiberg. Hier symbolisieren die drei Hügel die drei Ortsteile Brands Freund, Brand und Niederforstbach, die jeweils auf einem kleinen Hügel liegen. Das Feuer redet für den Ortsnamen Brand, dessen etymologische Herkunft jedoch nicht abschließend geklärt ist.
Symbol des Stadtteils Brand ist der Brander Stier, dessen Bronzestatue auf dem Marktplatz steht. Er leitet sich wohl von dem Korneliushorn im Wappen ab und symbolisiert gleichzeitig den angeblichen Starrsinn der Einwohner von Brand.

## Brander Heide
Der irische Graf Rice, der während der 1740er-Jahre geboren wurde und 1801 verstarb, erwarb auf der Grundlage eines Kaufantrages, der am 11. Mai 1781 dem Vorstand des „Landes“ Kornelimünster zur Entscheidung vorgelegt wurde, das weitgehend baumlose Gelände Brander Heide (heutiges Gebiet um die Nordstrasse und Erberichshofstr. bis Eilendorferstr.) im Umfang von mehr als 300 Morgen zwischen den Ortschaften Brand, Rollef und Freund mit dem Gut Neuenhof, dem Krummerrück und dem Hebscheider Hof. Absicht des Grafen war, in dem Gelände mehrere Häuser und eine Pferderennbahn einzurichten. Da jedoch die erworbenen 300 Morgen für das Rennbahn-Projekt nicht ausreichten, bemühte sich Graf Rice seit 1783 mit wesentlicher Unterstützung des abteilichen Administrators Carl Caspar von der Horst-Boisdorf um den Zukauf weiterer 417 Morgen. Dieses Vorhaben scheiterte am Widerstand insbesondere der Brander Untertanen. 1789 ging der Graf mit seinen Unternehmungen bankrott und das Gelände wurde zwangsversteigert. Später ging das Gelände wieder an die Gemeinde Brand, die dann doch noch eine Pferderennbahn mit Tribünen etc. errichten ließ. Im Juli 1821 wurde dort das wahrscheinlich älteste moderne Pferderennen nach englischer Art anlässlich eines geplanten Besuches von König Friedrich Wilhelm III. ausgerichtet.

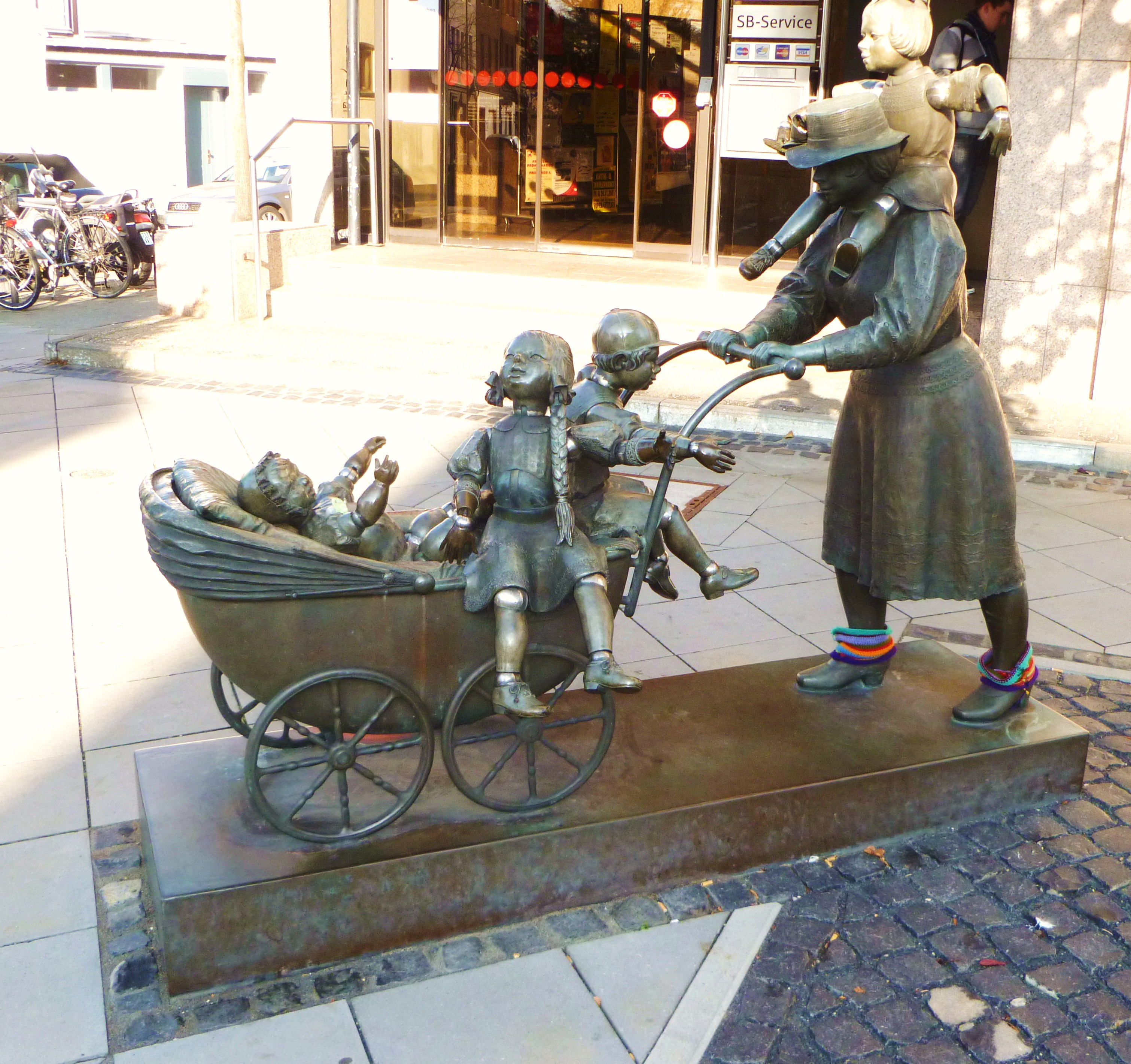
Skulptur „Mit Kind und Kegel“ von Bonifatius Stirnberg

Im 19. Jahrhundert erfreuten sich hier die Pferderennen großer Beliebtheit, die um 1830 von dem Industriellen James Cockerill nach englischem Vorbild organisiert und ab 1870 von seinen Enkeln und angesehenen Herrenreitern Otto und Henry Suermondt weiter ausgebaut worden waren und als Keimzelle des späteren Aachen-Laurensberger Rennvereins dienten. Der Bau der Vennbahn 1883 und der 1885 eröffnete Bahnhof Brand, in dessen Nähe die Haupttribüne der Pferdebahn verlief, ermöglichten verstärkte Zuschauerströme auch aus der weiteren Umgebung. Nicht nur im deutschen Pferdesport, auch international wurde dadurch die Brander Heide in einschlägigen Pferderennkreisen bis Brüssel, Amsterdam, Paris und London bekannt. Neben ihrem Kuraufenthalt und dem Spielvergnügen in Aachen besuchten sowohl die adlige und „gut betuchte“ bürgerliche Gesellschaft die Rennen, als auch die einfache Aachener Bevölkerung. So kann auch die Brander Nationalhymne „Vür fahre met de Modder noh dr Brand“ in Zusammenhang mit diesen, von vielen Aachenern besuchten Pferderennen verstanden werden. Die in Bronze gegossene Skulptur Mit Kind und Kegel von Bonifatius Stirnberg erinnert noch heute vor der Sparkasse Trierer Straße an diese alten Zeiten.
Trotz der internationalen Werbung kam es zu finanziellen Engpässen und die Pferdesportveranstaltungen wurden nach dem letzten Rennen im Jahr 1896 von dem ausrichtenden Aachener-Renn-Verein eingestellt, aber ab 1923 von dem 1898 gegründeten Aachen-Laurensberger Rennverein in der Soers ausgerichtet. Das weitläufige Gelände in Brand diente stattdessen nun als Start- und Landeplatz für Flugvorführungen der ersten Propellermaschinen. Hier war es anfangs vor allem der Aachener Flugpionier und Flugzeugkonstrukteur Erich Lochner, der mit seinen Darbietungen in den Jahren 1910/11 das Publikum zum Staunen brachte. Später wollte gar der 1911 gegründete Aachener Verein für Luftschifffahrt, dem neben Privatpersonen auch bedeutende Wissenschaftler der RWTH Aachen, Offiziere sowie angesehene Geschäftsleute und Unternehmer angehörten, das Gelände für seine Aktivitäten pachten und ließ zu diesem Zwecke auch Wartungs- und Montagehallen bauen. In der Folgezeit fanden hier bis 1913 zahlreiche Flugtage mit internationaler Beteiligung statt. Trotz dieser anfänglichen Erfolge mussten die Aktivitäten auf dem Fluggelände eingestellt werden, da sich der Verein verkalkuliert und überschuldet hatte und auch ein Aufruf des amtierenden Oberbürgermeisters Veltman zu einer „Nationalflugspende“ daran nichts mehr ändern konnte.

## Bevölkerung
Am 31. Dezember 2023 lebten 17.990 Einwohner in Aachen-Brand.
Strukturdaten der Bevölkerung in Brand:
- Bevölkerungsdichte: 12,8 Einwohner je ha (Aachener Durchschnitt: 15,8 Einwohner je ha)
- Durchschnittsalter: 44,09 Jahre (Aachener Durchschnitt: 40,63 Jahre)
- Ausländeranteil: 8,2 % (Aachener Durchschnitt: 16,9 %)
- Arbeitslosenquote: 6,2 % (Aachener Durchschnitt: 8,9 %)

## Infrastruktur

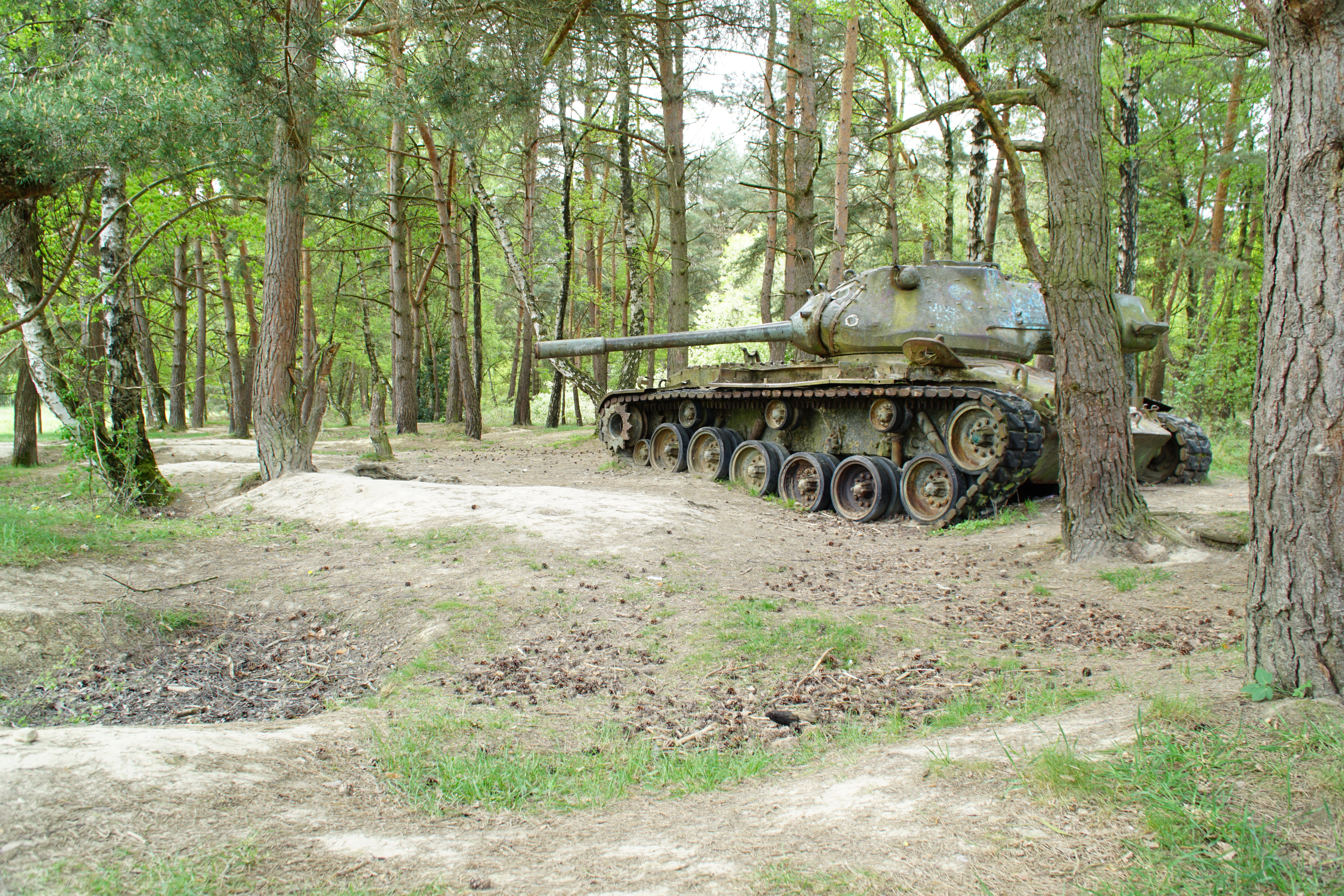
Standortübungsplatz Brander Wald

Brand verfügt über eine Anschlussstelle der Autobahn 44, eine Gesamtschule (Städt. Gesamtschule Aachen-Brand) und drei Grundschulen (GGS Brander Feld, Karl-Kuck-Schule, Marktschule). Die katholische Pfarre St. Donatus verfügt über eine Kirche und über die Vincenzkapelle in Niederforstbach. Die ehemalige Erlöserkirche wurde 2015 zu einem Kolumbarium umgebaut. Daneben gibt es auch die evangelische Martin-Luther-Kirche und die Kirche Jesu Christi der Heiligen der Letzten Tage. Zudem hat Brand seit 1857 mit der Bücherinsel St. Donatus eine eigene öffentliche Bibliothek und seit 1998 mit dem Theater Brand ein eigenes Theater.
Neben einer Polizeistation gibt es auch eine Wache der Freiwilligen Feuerwehr der Stadt Aachen. Zudem ist in Brand der Aachener Ortsverband des Technischen Hilfswerkes ansässig.
Als Teil des Standortübungsplatzes Brander Wald befindet sich zwischen Brand und Stolberg das 165 ha große Naturschutzgebiet Brander Wald.

## Verkehr

### Bahnhof Brand (Rheinland)

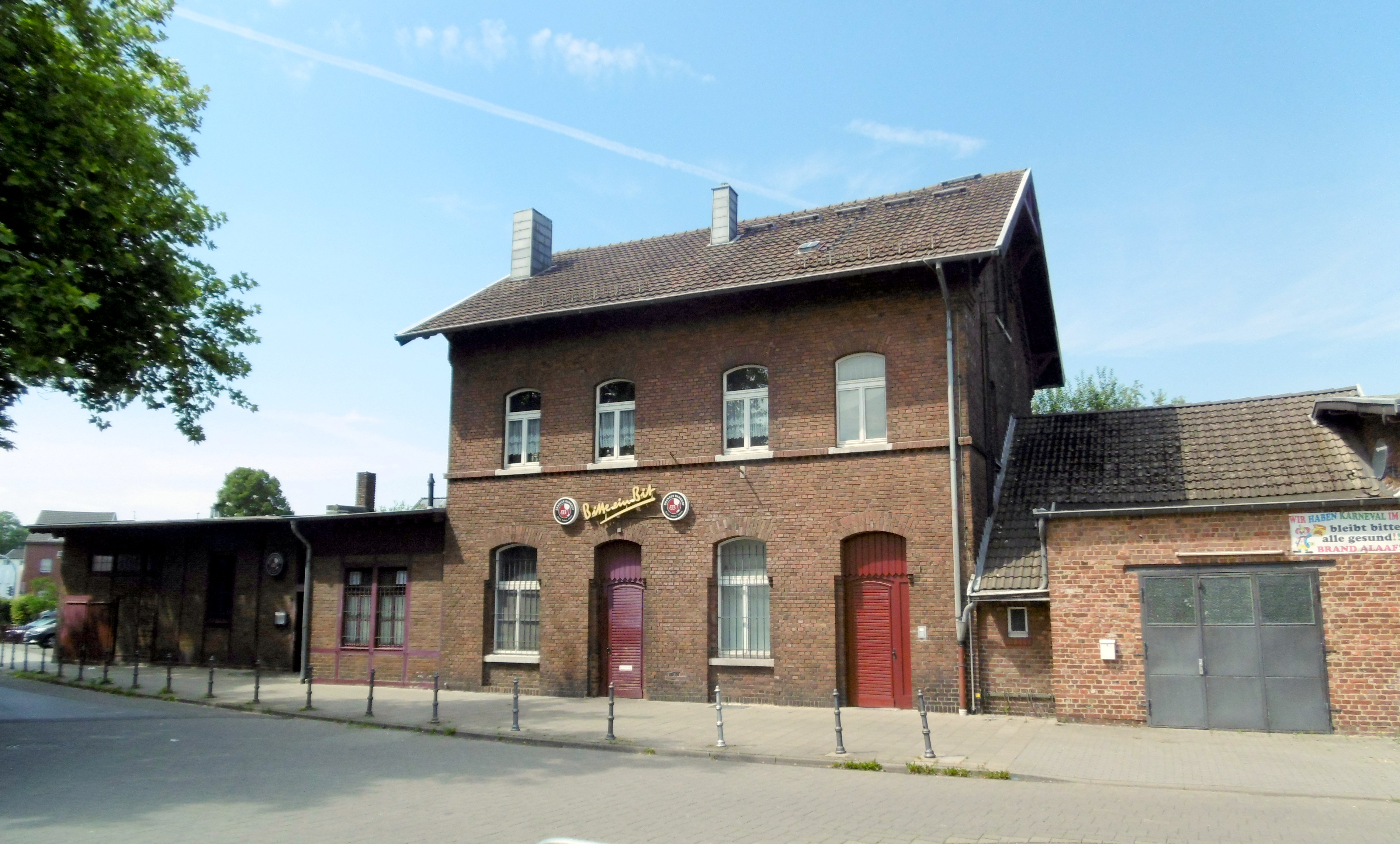
Ehemaliger Vennbahn-Bahnhof Brand (Rheinland)
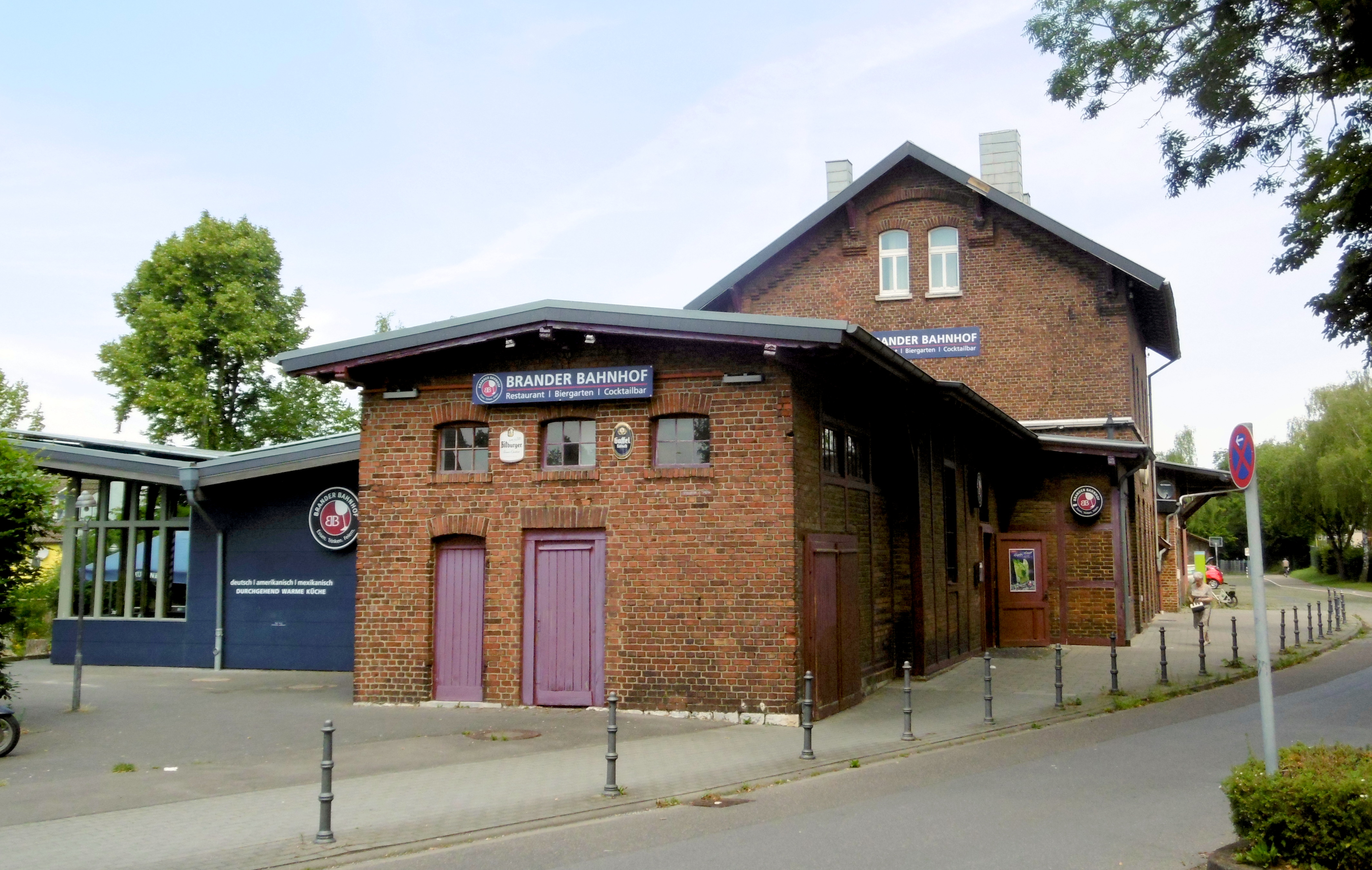
Seitliche Ansicht

Mit dem Bahnhof Brand (Rheinland) hatte Brand früher eine Station an der Vennbahn. Der Bahnhof wurde am 1. Dezember 1885 als Bahnhof Brand eröffnet und in den 1950er Jahren nach Brand (Rheinland) umbenannt. Er befand sich zwischen Trierer Straße und Eckenerstraße (s. Lage), die mit Bahnübergängen gequert wurden. Am 29. Mai 1960 wurde der Personenverkehr eingestellt, am 1. April 1980 schließlich auch der Güterverkehr. Die Gleise wurden 1982 zunächst von Brand bis Kornelimünster abgebaut, nach der Streckenstilllegung am 31. August 1984 folgte der Abbau des Reststücks nach Aachen-Rothe Erde im Jahr 1985.
Die frühere Bahntrasse von Aachen Rothe Erde über Brand bis Ulflingen wird heute als Rad- und Fußgängerweg genutzt und ist als Vennbahnweg bekannt. Das Empfangsgebäude des Bahnhofs wurde umgebaut und beherbergt eine Gaststätte.

### Busverkehr
Die AVV-Buslinien 5, 10, 15, 25, 27, 35, 37, 45, 47, 50, 55, 65, 66, X25, X35, X73, OL5 und SB 66 der ASEAG verbinden Brand mit Aachen-Mitte und zahlreichen weiteren Aachener Stadtteilen sowie mit Vaals, Walheim, Monschau und Stolberg. Zusätzlich verkehren in den Nächten vor Samstagen sowie Sonn- und Feiertagen die Nachtbuslinien N1, N5 und N60 der ASEAG. Zudem beginnen zwei Fahrten der Linie 73 bereits in Brand. (7:27 und 9:42)
| Linie | Verlauf |
| ----- | --- |
| 5     | Uniklinik – Westfriedhof – Schanz – Elisenbrunnen – Aachen Bushof – Kaiserplatz – Josefskirche – Bf Rothe Erde – Forst – Driescher Hof – Brand Schulzentrum – Brand |
| 10    | Siegel – Burtscheid – Beverau – Forster Linde – Arlingtonstr. – Brand |
| 15    | Elisenbrunnen – Aachen Bushof – Kaiserplatz – Josefskirche – Bf Rothe Erde – Forst – Brand – Krauthausen – Dorff – Breinig (– Breinigerberg – Vicht – Fleuth – Mausbach – Diepenlinchen) |
| 25    | Vaals (NL) – Vaalserquartier (D) – Westfriedhof – Schanz – Elisenbrunnen – Aachen Bushof – Kaiserplatz – Bf Rothe Erde – Forst – Brand – Freund – Büsbach – Stolberg Altstadt – Stolberg Mühlener Bf (– Atsch Dreieck) |
| 27    | Brand – Gewerbegebiet Eilendorf Süd – Forst – Bf Rothe Erde – Frankenberger Viertel – Normaluhr – Theater – Elisenbrunnen – Aachen Bushof – Ponttor – Laurensberg – Niersteiner Höfe – Vetschau – Bank |
| 35    | Vaals Grenze – Vaalserquartier – Westfriedhof – Schanz – Elisenbrunnen – Aachen Bushof – Kaiserplatz – Bf Rothe Erde – Forst – Brand – Kornelimünster – Walheim – Hahn – Breinig |
| 37    | Brand – Gewerbegebiet Eilendorf Süd – Forst – Bf Rothe Erde – Frankenberger Viertel – Normaluhr – Theater – Elisenbrunnen – Aachen Bushof – Ponttor – Laurensberg – Orsbach – Lemiers |
| 45    | Uniklinik – Kullen – Westfriedhof – Schanz – Elisenbrunnen – Aachen Bushof – Kaiserplatz – Bf Rothe Erde – Forst – Driescher Hof – Brand Schulzentrum (– Brand) |
| 47    | (Brand –) Hüls – Kaiserplatz – Aachen Bushof – Ponttor – Laurensberg – Richterich – Kohlscheid Weststr. – Pannesheide – Straß – Herzogenrath Bf – Ritzerfeld – Merkstein |
| 50    | Eilendorf Josefsstraße – Hansmannstraße (Bahnhof) – Brand |
| 55    | Vaals Grenze – Vaalserquartier – Westfriedhof – Schanz – Elisenbrunnen – Aachen Bushof – Kaiserplatz – Bf Rothe Erde – Forst – Brand – Kornelimünster – Schleckheim – Oberforstbach / Oberforstbach Gewerbegebiet – Lichtenbusch |
| 65    | Elisenbrunnen – Aachen Bushof – Kaiserplatz – Bf Rothe Erde – Forst – Brand – Kornelimünster – Schleckheim – Oberforstbach Gewerbegebiet – Lichtenbusch |
| 66    | Während der Sperrung der B258 in Konzen wird Konzen nur vom Schülerverkehr und vom NetLiner bedient. Aachen Bushof – Kaiserplatz – Josefskirche – Bf Rothe Erde – Forst – Brand – Kornelimünster – Walheim – Friesenrath – Roetgen –Konzen Bf. – Breitestr. - Am Gericht - Imgenbroich – Monschau |
| 73    | Uniklinik – Campus Melaten – Hörn – Westbahnhof – Ponttor – Aachen Bushof – Kaiserplatz – Josefskirche – Bf Rothe Erde – Mataréstraße - (← Brand ← Freund/Niederforstbach) |
| X25   | Expressbus: Aachen Bushof – Kaiserplatz – Bf Rothe Erde – Brand – Freund – Büsbach – Stolberg Altstadt – Stolberg Mühlener Bf |
| X35   | Expressbus: Elisenbrunnen – Aachen Bushof – Kaiserplatz – Bf Rothe Erde – Brand – Kornelimünster – Walheim – Hahn |
| X73   | Expressbus: Uniklinik – Campus Melaten – Süsterau – Westbahnhof – Ponttor – Aachen Bushof – Kaiserplatz – Bf Rothe Erde – Brand – (← Freund) - Niederforstbach |
| OL5   | Ortsbus Brand: Brand – Am Reulert – Brand – Schagenstraße – Brand |
| SB66  | Während der Sperrung der B258 in Konzen wird Konzen nur vom Schülerverkehr und vom NetLiner bedient. Schnellbus: Aachen Bushof – Kaiserplatz – Scheibenstraße – Bf Rothe Erde – Brand – Kornelimünster – Walheim – Friesenrath – Roetgen – Konzen Bf. – Breitestr. - Am Gericht - Imgenbroich – Monschau |
| N1    | Nachtexpress: nur in den Nächten vor Samstagen sowie Sonn- und Feiertagen Elisenbrunnen → Aachen Bushof → Kaiserplatz → Josefskirche → Bf Rothe Erde → Forst → Brand → Kornelimünster → Walheim → Schleckheim → Oberforstbach → Burtscheid → Marienhospital → Theater → Elisenbrunnen |
| N5    | Nachtexpress: nur in den Nächten vor Samstagen sowie Sonn- und Feiertagen Aachen Bushof → Elisenbrunnen → Misereor → Aachen Hbf → Marienhospital → Burtscheid → Lichtenbusch → Oberforstbach → Schleckheim → Kornelimünster → Niederforstbach → Brand → Forst → Bf Rothe Erde → Frankenberger Viertel → Aachen Hbf → Misereor → Elisenbrunnen |
| N60   | Während der Sperrung der B258 kann der Nachtexpress in Konzen nur die Haltestellen Konzen Bf. und Breitestr. bedienen. Aus Zeitgründen kann Imgenbroich nicht bedienen. Nachtexpress: nur in den Nächten vor Samstagen sowie Sonn- und Feiertagen Aachen Hauptbahnhof → Elisenbrunnen → Aachen Bushof → Kaiserplatz → Josefskirche → Bf Rothe Erde → Forst → Brand → Kornelimünster → Walheim → Hahn → Rott → Roetgen → Lammersdorf → Rollesbroich → Witzerath → Simmerath → Strauch Am Roßbach → Kesternich → Am Gericht → Konzen Breitestr. → Konzen Bf. → Roetgen → Friesenrath → Walheim |

## Vereine

### Sportvereine
- DJK Raspo Brand e. V. (größter lokaler Sportverein mit rund 1500 Mitgliedern in mehreren Sparten)
- Borussia Brand
- FC Germania 1919 Freund e. V.
- Brander Schwimmverein 1973 e. V.
- Brander Turnverein 1883 e. V. (mit einer Judomannschaft (Frauen) in der 1. Bundesliga)
- Tennisclub Aachen-Brand e. V.
- Reit- und Fahrverein 1954 Brand e. V.
- Behindertensportgemeinschaft Brand
- Philips Fluggruppe Aachen e. V. (Vereinssitz in Brand)
- Erster Aachener Base- und Softballverein 1989 e. V. Aachen Greyhounds
- Schachfreunde Brand 1981 e. V.

### Schützengesellschaften
- St.-Vincenz-Bogenschützengesellschaft Niederforstbach 1891 e. V.
- St.-Donatus-Schützengesellschaft 1834 Brand
- St.-Georg-Schützenbruderschaft 1879 Freund

### Kultur und Musik
- Trommler- und Pfeiferkorps 1919 Brand
- JoB – Jugendorchester Brand
- Chorgemeinschaft Humor-Harmonie e. V.
- Kirchenchor St. Donatus Brand
- Theater Brand
- Theaterfreunde Brand 1903 e. V.
- Chor Schola Nova (St. Donatus)
- Freunder Maijungen
- Närrisches Freund
- Erste Große Brander Karnevals-Gesellschaft
- Prinzengarde Brander Stiere
- Brander Unterbähner
- Bund der Deutschen Kath. Jugend
- Mobilé St. Donatus, offene Kinder- und Jugendarbeit
- Messdienerschaft Sankt Donatus
- KJG Brand
- DPSG Stamm Brand-Kornelimünster
- PSG Stamm Brand
- Vogelfreunde Farbenfroh
- Hundesportverein Aachen-Brand
- Jugend und Begegnung im Brander Feld e. V.
- KG Brand und Fründe 05
- Rolling Stones Club Aachen - Stolberg

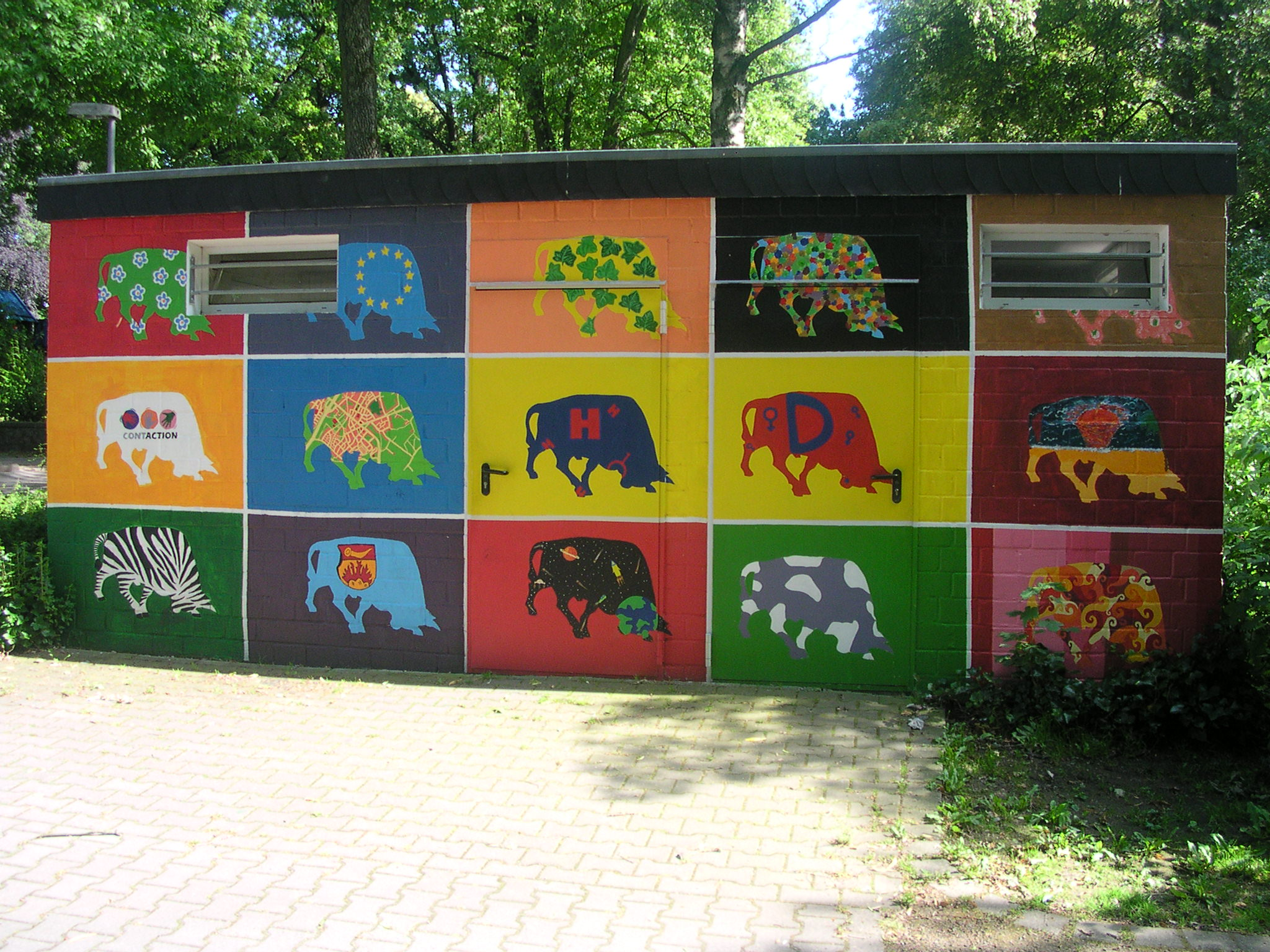
Brander Stier an einem Toilettenhäuschen
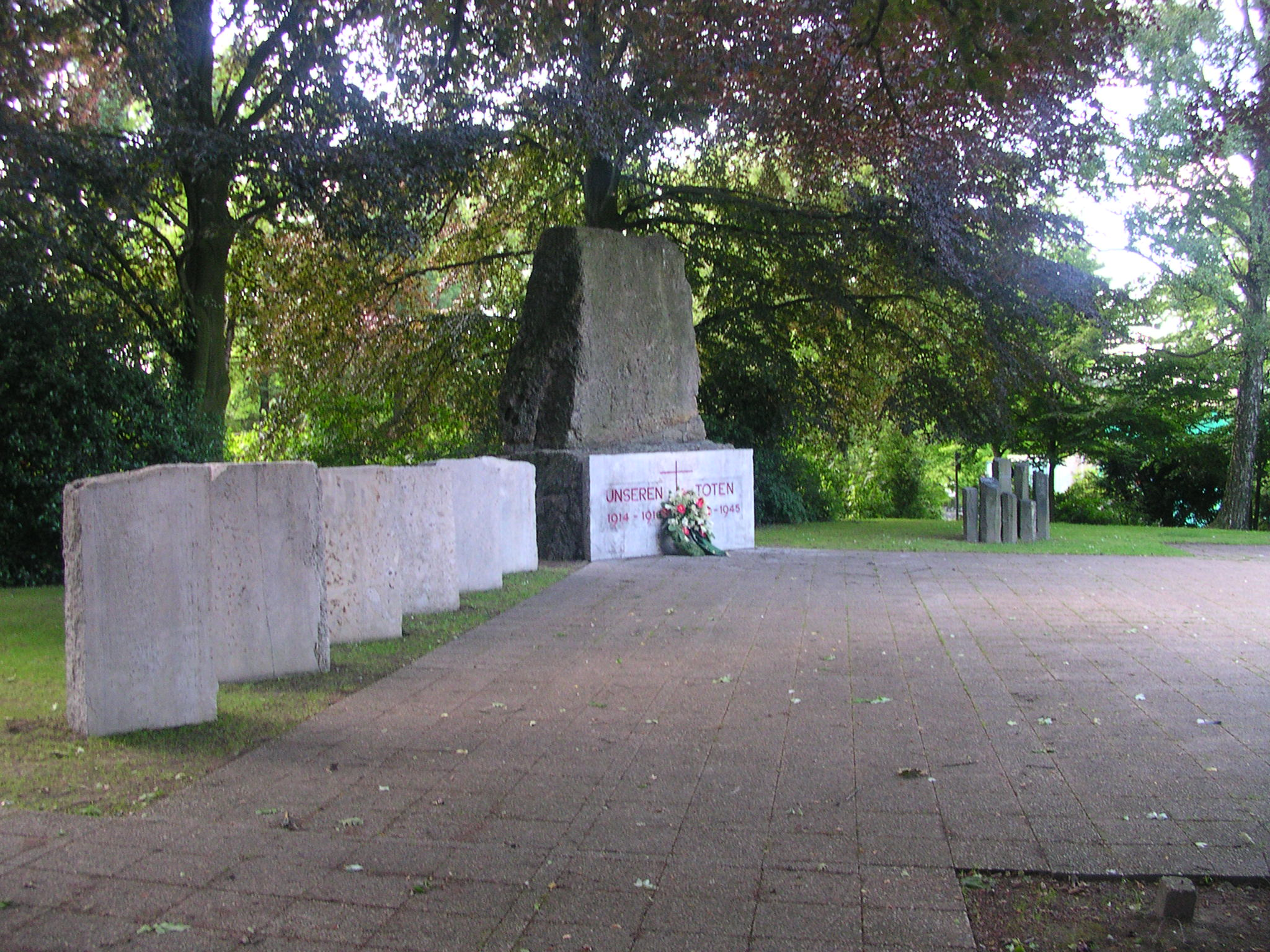
Denkmal für die Toten des Ersten Weltkriegs.
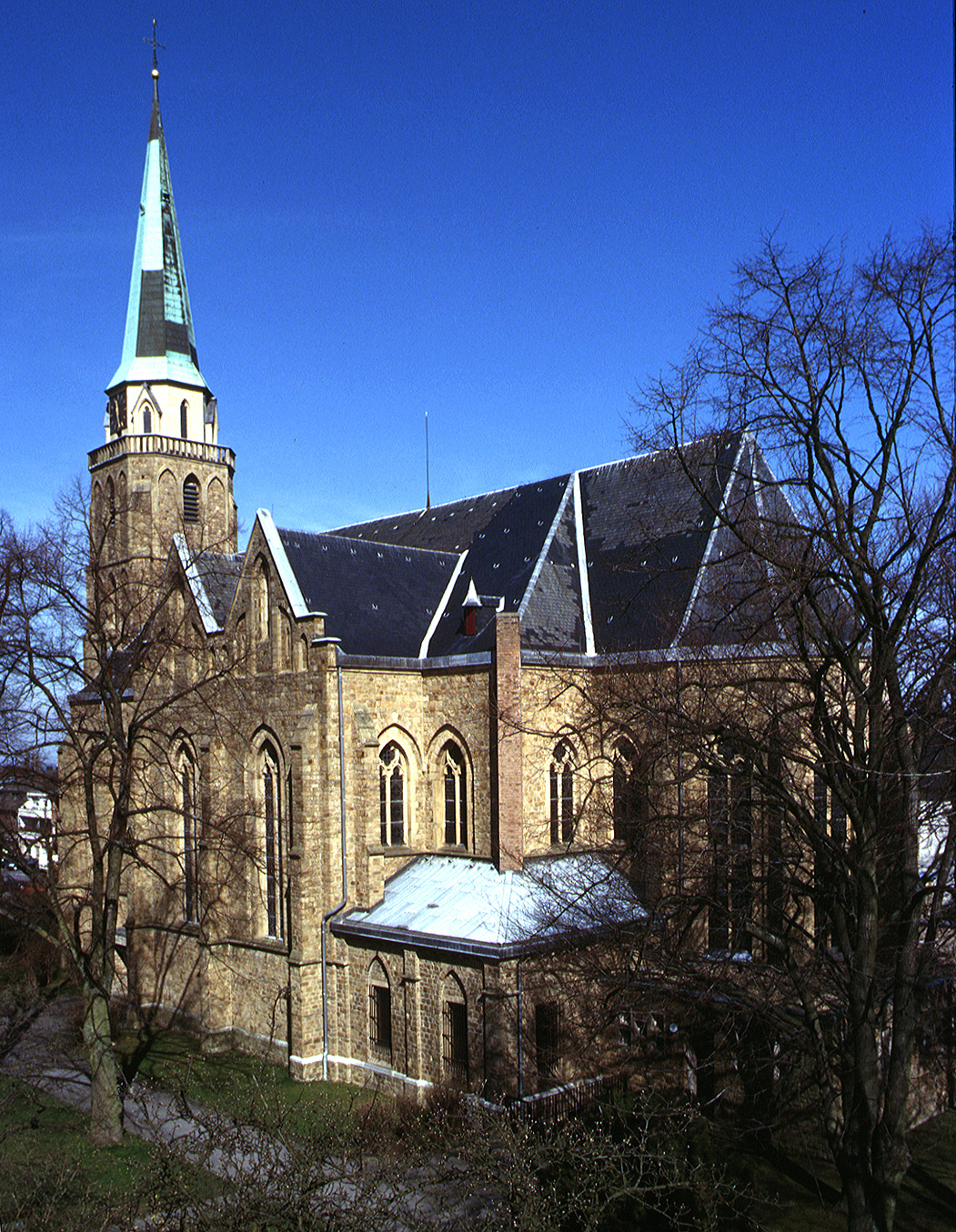
Pfarrkirche St. Donatus
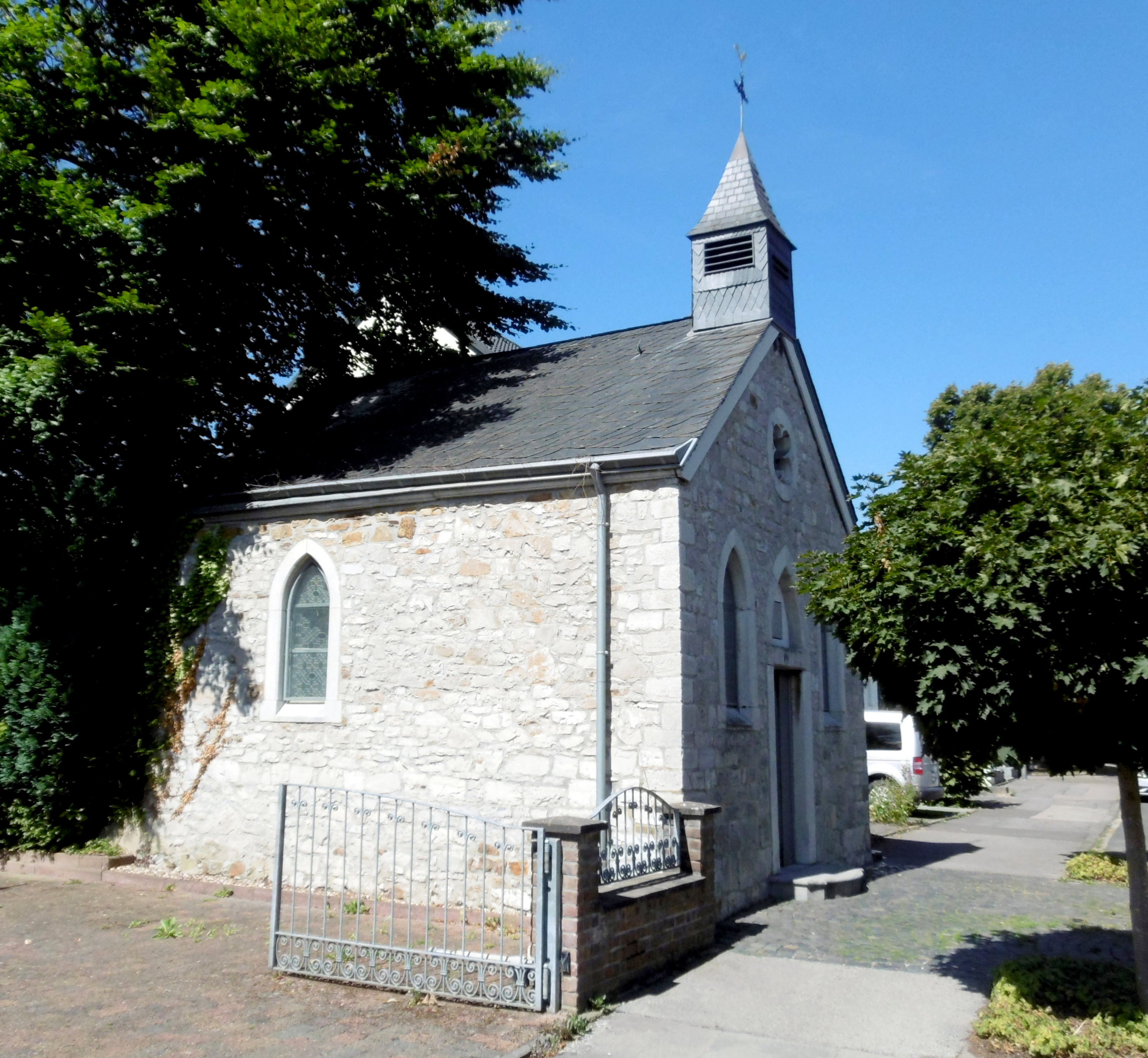
Vincenzkapelle Brand-Niederforstbach
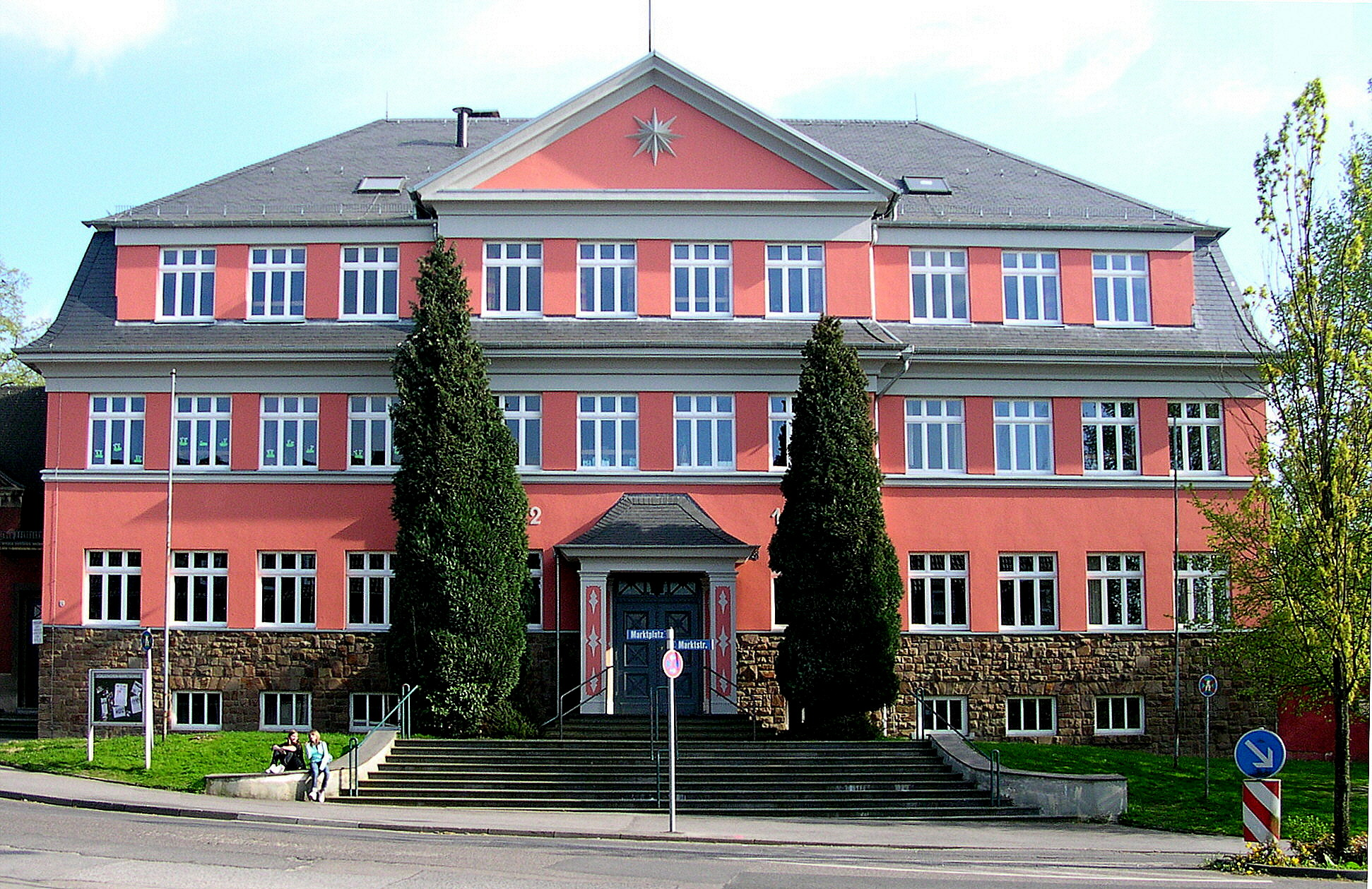
Marktschule Brand
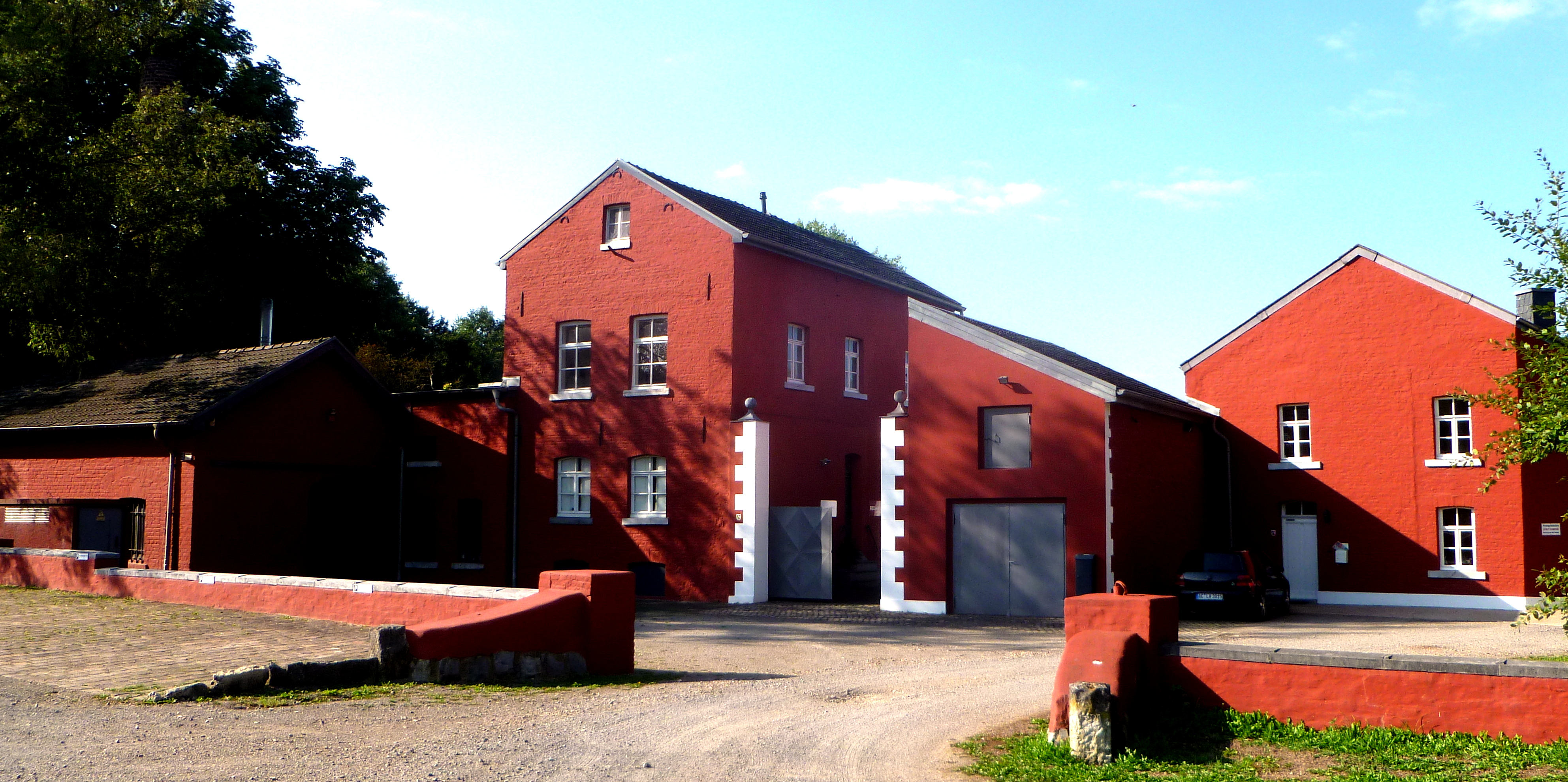
Komericher Mühle